# Triplasius lateralis
Triplasius lateralis är en tvåvingeart som först beskrevs av Fabricius 1805.  Triplasius lateralis ingår i släktet Triplasius och familjen svävflugor. Inga underarter finns listade i Catalogue of Life.